# Xiangyanglu
Xiangyanglu (kinesiska: 向阳路, 向阳路街道) är ett stadsdelsdistrikt i Kina. Det ligger i storstadsområdet Tianjin, i den norra delen av landet, nära eller i stadens centrum. Antalet invånare är 145 263. Befolkningen består av 69 208 kvinnor och 76 055 män. Barn under 15 år utgör 5,0 %, vuxna 15-64 år 83 %, och äldre över 65 år 11,0 %.